# Chromowola
Chromowola [pronunciación en polaco: /xrɔmɔˈvɔla/] Es un pueblo en el distrito administrativo de Gmina Koneck, dentro de Distrito de Aleksandrów, Voivodato de Cuyavia y Pomerania, en el norte de Polonia. Se encuentra 6 kilómetros al sur de Aleksandrów Kujawski y 25 kilómetros al sur de Toruń.